# Бухберг (Шаффхаузен)
Бухберг (нем. Buchberg SH) — коммуна в Швейцарии, в кантоне Шаффхаузен.
Население  — 866 человек (2018).
Официальный код — 2933.

## Население
| 2017 | 2018 |
| ---- | ---- |
| 867  | ↘866 |